# 平戸市役所
平戸市役所（ひらどしやくしょ）は、日本の地方公共団体である平戸市の執行機関としての事務を行う施設（役所）。

## 本庁舎
- 位置：〒859-5192 長崎県平戸市岩の上町1508番地3
- 建物：鉄筋コンクリート造4階建

## 組織

### 本庁
市長部局
- 市長
  - 副市長
    - 市長公室
    - 総務部
      - 総務課
      - 企画課
      - 財政課

    - 市民生活部
      - 市民課
      - 税務課

    - 福祉保健部
      - 福祉課
      - 長寿保険課
      - 保健センター

    - 観光商工部
      - 観光物産振興課
      - 商工振興課

    - 農林水産部
      - 農林課
      - 水産課

    - 建設部
      - 建設課
      - 都市計画課

    - 会計管理者
    - 水道局

行政委員会
- 教育委員会
- 選挙管理委員会
- 監査委員
- 公平委員会
- 農業委員会

その他
- 議会事務局
- 病院事業管理者
- 消防本部

### 出先機関等
- 支所（田平・生月・大島）
- 連絡所（中部・南部・度島）

## 周辺施設等
- 平戸城
- 平戸警察署
- 幸橋（オランダ橋）
- 平戸郵便局
- 平戸港

## アクセス
- 西肥自動車（西肥バス）「平戸市役所前」バス停下車、徒歩約3分。
- 佐世保市内から国道204号・国道383号を経由し車で約1時間。
- 駐車場有り。